# Schule an der Deilich
Die Schule an der Deilich, im offiziellen Sprachgebrauch Oberschule Bad Harzburg, ist eine Oberschule im Ortsteil Schlewecke der Stadt Bad Harzburg. Knapp 400 Schüler (Stand: 2023/24) besuchen die Schule.

## Geschichte

### Vorgeschichte
Gegen Ende der 1950er-Jahre wurde von vielen Schulreformern landesweit die Forderung zur „Chancengleichheit für Schüler kleiner Gemeinden“ gestellt. Zu dieser Zeit besuchten die Schüler solcher Gemeinden üblicherweise Zwergschulen, die den wachsenden Bildungsstandards jedoch nicht mehr gerecht werden konnten und durch die gestiegene Zahl an Schülern durch den Zuzug Heimatvertriebener und den Babyboom oftmals stark überfüllt waren. Gleichzeitig wurden im ehemaligen Amt Harzburg Überlegungen zu Gemeindezusammenlegungen laut: Nachdem Harlingerode mit einer Fusion mit Schlewecke 1954 kurz vor dem Beschluss gescheitert war, bot die Gemeinde Schlewecke der Gemeinde Bündheim an, ihre bisherige Schule durch die Errichtung eines neuen Schulzentrums auf der Deilich, einem Feldstück auf Schlewecker Gebiet, zu erweitern. Der Bündheimer Gemeinderat nahm den Vorschlag an und verzichtete dadurch auf die Errichtung einer Erweiterung an der Dr.-Heinrich-Jasper-Straße. Eine entsprechende Finanzierung konnte im Kreistag des Landkreises Wolfenbüttel durch die SPD erwirkt werden. Über einen Zweckverband, den beide Gemeinden zusammen betrieben, wurde im März 1960 nach einem Architektenwettbewerb der Planungsauftrag ausgegeben.
Die Bauarbeiten an der Deilich begannen am 15. März 1973, der Landkreis Wolfenbüttel bewilligte für den Bau vier Millionen DM an Mitteln.

### Heutige Schule an der Deilich
Aufgrund sinkender Schülerzahlen beschloss der Kreistag des Landkreises Goslar, die bisherige Schule an der Gläsecke (Hauptschule mit integrierter 10. Klasse) und die Realschule Bad Harzburg zusammenzulegen. Die Fusion erfolgte zum Schuljahr 2009/2010.
Durch eine Schülerbefragung wurde der Name im Schuljahr 2010/2011 auf Schule an der Deilich festgelegt.
Zum 1. August 2011 wurde die bisherige Haupt- und Realschule in eine Oberschule mit dem Namen Oberschule Bad Harzburg umgewandelt.

## Lage und Verkehrsanbindung
Die Schule befindet sich im Ortsteil Schlewecke und verfügt über eine eigene Bushaltestelle Deilich, die von der Linie 871 (KVG Braunschweig) angefahren wird und die Schule an die Bad Harzburger Innenstadt sowie die Ortsteile Harlingerode und Göttingerode anbindet.

## Auszeichnungen
- wiederholte Auszeichnung zur Umweltschule in Europa[7]
- Schule ohne Rassismus – Schule mit Courage[7]